# خضربية دافئة
خضربية دافئة (بالإنجليزية: Chlorobium tepidum)‏ هي نوع من البكتيريا، سلبية الغرام، تتبع الخضربية.